# Maria Gommers
Maria Gommers (Stein, Países Bajos, 26 de septiembre de 1939) es una atleta neerlandesa retirada, especializada en la prueba de 800 m en la que llegó a ser medallista de bronce olímpica en 1968.

## Carrera deportiva
En los JJ. OO. de México 1968 ganó la medalla de bronce en los 800 metros, con un tiempo 2:02.63 segundos, tras la estadounidense Madeline Manning que con 2:00.92 s batió el récord olímpico, y la rumana Ilona Silai (plata).